# Паяла (община)
Община Паяла (на шведски: Pajala kommun) е разположена в лен Норботен, северна Швеция с обща площ 8125 km2 и население 6299 души (към 31 декември 2013). Административен център на община Паяла е едноименния град Паяла.